# Сирійська мова
Сирі́йська мо́ва — мертва літературна мова арамейськомовних християн Східного Середземномор'я.
В основі сирійської мови — арамейський діалект міста Едеси, міста, яке було важливим торговим і політичним центром, починаючи з кінця II ст. до н. е. до середини III ст. н. е. Найбільше поширення і розквіт сирійська мова отримала, починаючи з II століття, коли нею було перекладено Біблію — переклад «пешита», що став канонічним у християн-сирійців. Сирійська мова від Середземного моря до Персії була мовою писемності протягом кількох століть; у Візантійській імперії вона була найважливішою мовою після грецької, а в перській державі Сасанідів ця мова займала чільне місце як писемна. Торговцями-сирійцями цю мову було занесено далеко на схід, до самого Китаю та Монголії. У III—VII ст. сирійською мовою була створена багата література, головним чином церковна, як оригінальна, так і перекладна з грецької, а також з пехлевійської мови. Пізніше, з утворенням арабського халіфату сирійська мова виконала роль посередника між античною грецькою наукою і арабською, позаяк твори грецьких авторів спочатку перекладалися на арабську не з оригіналу, а з сирійської.

## Особливості мови
Сирійська мова в період свого літературного розквіту не була розмовною масовою мовою, якщо не рахувати церковних і монастирських кіл, а проте вона була дуже близькою до деяких арамейських діалектів, і в цьому сенсі вона може на даному етапі вважатися живою. Починаючи з VII століття, арамейські діалекти, в тому числі й сирійські, починають поступово витіснятися і заміщатися арабськими. Таким чином, з кінця IX ст. сирійська мова була вже мертвою мовою; сирійські церковні автори X—XI ст. часто вже пишуть свої твори в супроводі арабського перекладу, або просто арабською мовою. Однак і пізніше, до кінця XIII ст., сирійською мовою писалося досить багато оригінальних творів. Те, що сирійська була головно мовою церковних кіл, і що нею багато перекладається з грецької, викликало її збагачення численними грецькими термінами і словами. Вплив грецької мови на сирійських авторів помічається також в області синтаксису та фразеології: іноді нагромадження періодів за зразком грецької мови ставало настільки значним, що самі сирійці скаржилися на незрозумілість. Едеські діалекти, що лягли в основу сирійської мови, належать до східної групи арамейських діалектів, до якої, таким чином, повинна бути віднесена і сирійська мова. Розбіжності між сирійським мовою та мовою єврейсько-арамейської літератури досить численні і стосуються як лексики, так і граматики та фонетики. В самій літературній сирійській мові можна відзначити вплив двох говірок — західної, власне Сирії, і східної — месопотамської. Цей вплив отримав своє вираження в двох традиційних способах читання голосних: західному — у християн-яковітів, і східному — у несторіан.

## Графіка
Сирійське письмо є відгалуженням арамейського. До V століття використовувалося письмо «естрангело» (ʔesṭrangelå < грец. στρογγύλη «кругле»). Після розпаду в V столітті єдиної сирійської церкви на несторіанську та яковитську, кожна з церков розробила свій варіант писемності, що відрізняється написанням графем та використанням діакритики.
Напрямок письма справа наліво. Сирійське письмо є абугідою, на письмі позначаються лише приголосні, довгі голосні та дифтонги позначаються за допомогою матрес лекціоніс. Голосні факультативно позначаються діакритичними знаками, системи діакритики різні в трьох основних типах сирійського письма. Крім того, за допомогою діакрітик позначається якість приголосних (оклюзивний або щілинний варіант приголосного), у варіанті тексту без позначення голосних за допомогою точок розрізняються омографи.

## Фонологія

### Приголосні
Консонантизм типовий для арамейських діалектів, характерна наявність емфатичних приголосних. Виконується правило бегад-кефат: оклюзивні приголосні /b/, /g/, /d/, /k/, /p/, /t/ в поствокальній позиції реалізуються як відповідні їм спіранти.
|             |             | Лаб.         | Дент.        | Дент.                         | Альвеол.                      | Альвеол. | Пост- альвеол. | палат.   | Веляр.       | Увуляр.  | фарингал. | Глотт.   |
| прості      | емфатич.    | емфатич.     | прості       |                               |                               |          | Пост- альвеол. | палат.   | Веляр.       | Увуляр.  | фарингал. | Глотт.   |
| ----------- | ----------- | ------------ | ------------ | ----------------------------- | ----------------------------- | -------- | -------------- | -------- | ------------ | -------- | --------- | -------- |
| Носові      | Носові      | МФА: [m]     |              |                               |                               | МФА: [n] |                |          |              |          |           |          |
| Проривні    | Дзвінкі     | МФА: [b]1    | МФА: [d]3    |                               |                               |          |                |          | МФА: [ɡ]2    |          |           |          |
| Проривні    | глухі       | МФА: [p]5    | МФА: [t]6    | [[Фарингалізація\|МФА: [tˤ]]] |                               |          |                |          | МФА: [k]4    | МФА: [q] |           | МФА: [ʔ] |
| Фрикативні  | Дзвінкі     | (МФА: [v]) 1 | (МФА: [ð]) 3 |                               |                               | МФА: [z] |                |          | (МФА: [ɣ]) 2 |          | МФА: [ʕ]  |          |
| Фрикативні  | Глухі       | (МФА: [f]) 5 | (МФА: [θ]) 6 |                               | [[Фарингалізація\|МФА: [sˤ]]] | МФА: [s] | МФА: [ʃ]       |          | (МФА: [x]) 4 |          | МФА: [ħ]  | МФА: [h] |
| Апроксимант | Апроксимант |              | МФА: [l]     | МФА: [l]                      | МФА: [l]                      | МФА: [l] |                | МФА: [j] | МФА: [w]     |          | МФА: [ʕ]  |          |
| Тремтячі    | Тремтячі    |              | МФА: [r]     | МФА: [r]                      | МФА: [r]                      | МФА: [r] |                |          |              |          |           |          |

- 1 звук [v] виступає як позиційний варіант фонеми [b].
- 2 Звук [ ɣ] виступає як позиційний варіант фонеми [g].
- 3 Звук [ ð] виступає як позиційний варіант фонеми [d].
- 4 Звук [x] виступає як позиційний варіант фонеми [k].
- 5 Звук [f] виступає як позиційний варіант фонеми [p].
- 6 Звук [ θ] виступає як позиційний варіант фонеми [t].

### Голосні
Сирійські голосні розрізняються за довготою і за якістю. Кількісно голосні поділяються на три типи: довгі, короткі та єдина надкоротка голосна. Не рахуючи шва, існує 6 голосних, кожна з яких має свій довгий і короткий варіант: /i/, /e/, /ɛ/, /a/, /ɑ/, /o/, /u/. Довгі голосні утворюють дифтонги зі звуками /i/ та /u/, у східносирійському діалекті дифтонги /au/ та /ai/ переходять, відповідно, в /o/ та /e/.